# Lorenzo Zambrano
Lorenzo Hormisdas Zambrano Treviño (Monterrey, Nuevo León, 27 de marzo de 1944 - Madrid, España, 12 de mayo de 2014) fue un empresario mexicano, que sirvió como director general y presidente del Consejo de CEMEX, una de las mayores compañías cementeras del mundo. Copropietario de Axtel, una importante compañía mexicana de telecomunicaciones. Presidente del Consejo del Tecnológico de Monterrey, la universidad privada más grande y de mayor reconocimiento en México.

## Biografía
Lorenzo H. Zambrano es hijo de  Lorenzo Zambrano Hellión, empresario industrial en el norte del país, y de Alejandrina Treviño Madero, sobrina del presidente Francisco I. Madero y miembro de una vieja familia de terratenientes del norte de México. Su tatarabuelo, Gregorio Zambrano, quien fue alcalde de Monterrey, fundó la segunda fábrica textil en México, mientras que a su abuelo homónimo se le reconoce la fundación de Cementos Portland, Monterrey y CEMEX. 
Se graduó como ingeniero mecánico administrador en el Instituto Tecnológico y de Estudios Superiores de Monterrey en 1966, y obtuvo la Maestría en Administración de Empresas en la Universidad de Stanford en 1968. Al concluir sus estudios ingresó a CEMEX, y durante 17 años desempeñó diversos cargos operativos y ejecutivos, incluyendo la gerencia de la planta de Torreón y la dirección de operaciones.  En 1985 fue nombrado director general, durante su mando, Cemex se transformó en una de las tres cementeras más importantes del mundo. Desde abril de 1995 también fungió como presidente del Consejo de Administración hasta su muerte.
El 15 de septiembre de 1999, Zambrano encabezó un acto en la Bolsa de Nueva York para comenzar el listado de la acción de CEMEX (CX).
Fue miembro del Consejo de Administración de IBM, y también sirvió en el Consejo Consultivo Internacional de Citigroup International, el Consejo Asesor de Allianz y los Consejos de Administración de Daimler-Chrysler, Alfa, Grupo Financiero Banamex, Fomento Económico Mexicano, Empresas ICA, Televisa y Vitro.
De 1997 a 2012, ocupó el cargo de Presidente del Consejo del Tecnológico de Monterrey. Además, también fue miembro del Consejo del Museo de Arte Contemporáneo, MARCO, de Monterrey. Además fue miembro del Consejo Consultivo de la Escuela de Negocios de Postgrado de Stanford (hasta 2006) y presidente del Consejo de Administración de Enseñanza e Investigación Superior, que administra el ITESM (hasta 2012).
Murió el 12 de mayo de 2014 en Madrid mientras hacía un viaje de negocios.

## Reconocimientos
Zambrano recibió diversos premios y reconocimientos internacionales, entre los que destacan el “Premio Woodrow Wilson de Ciudadanía Corporativa” en 2005 otorgado por el Centro Internacional para Académicos Woodrow Wilson y el “Gold Medal Distinguished Service Award” otorgado por la Americas Society, así como el “Excellence in Leadership Award” de la Escuela de Negocios de Stanford y el “Ernest C. Arbuckle Award”, otorgado por la Asociación de Exalumnos de esa misma universidad.
La revista Forbes estimó en 2006 el valor de sus activos en 1,800 millones de dólares y lo clasificó en el lugar 428 entre las personas más ricas del mundo.